# جکی کی
جکی کی (انگلیسی: Jackie Kay؛ زادهٔ ۹ نوامبر ۱۹۶۱) نویسنده، رمان‌نویس، و شاعر اهل بریتانیا است.
وی همچنین برندهٔ جوایزی همچون جایزه ادبی لامدا و ۱۰۰ زن بی‌بی‌سی شده‌است.